# INF-traktaten
INF-aftalen var en aftale mellem USA og Sovjetunionens daværende statsledere præsident Ronald Reagan og generalsekretær Mikhail Gorbatjov om at destruere et stort antal mellemdistanceraketter samt at begge nationer skulle have indblik i hinandens atomvåbenprogrammer.
Traktaten blev underskrevet den 8. december 1987 i Washington D.C.

## Missilprogrammer der blev berørt af aftalen
Specifikke missiler der blev destrueret:
- USA
  - Pershing Ib
  - Pershing II
  - BGM-109 Tomahawk (kun den landbaserede version)
- Sovjetunionen
  - SS-4
  - SS-5
  - SS-12
  - SS-23
  - SS-20
  - SSC-X-4